# Cinemax
Cinemax (cunoscut și ca Max) este un post de televiziune prin cablu care difuzează filme. Este operat de HBO (Home Box Office), o companie a Warner Bros. Discovery. Cinemax a luat naștere în 1980 ca răspuns al HBO către The Movie Channel, cele două posturi fiind la acea vreme în concurență. Apoi HBO a fost cumpărat de Turner și  posturile au devenit surori.
Cinemax, canalul cu filme de public, aduce titluri americane și internaționale, seriale originale Cinemax și seriale americane noi, precum și drame alerte și comedii pline de acțiune, aventură, filme de groază, fantezie și cu elemente S.F. 
Canalul oferă ceva special pentru fiecare zi a săptămânii. În fiecare duminică va avea premiera principalul film. Sâmbăta este dedicată noilor seriale și conținutului original Cinemax. Vinerea vine cu o selecție a celor mai bune filme cult și de groază. În fiecare miercuri veți putea urmări drame și filme thriller.

## Filme

### Actiune, Crimă, Horror, Sci-Fi, Thriller
- Fight Club
- A fost odată în America

### Aventuri, Western
- Gundala

### Comedie, Familie
- Croitorul
- Dictatorul
- Generoasa Doamna Henderson
- În vecinătate
- Omul Pasăre sau Virtutea nesperată a ignoranței
- Persona non grata

### Biografic, Dramă, Musical
- Cobb
- Potato visează la America
- Abu Omar
- Așteptatea
- Conoștințele
- Educația lui Fredrick Fitzell
- Lumea de deasupra
- Marea de copaci
- Strălucirea eternă a minții neprihănite
- World Trace Center